# Dodge Durango

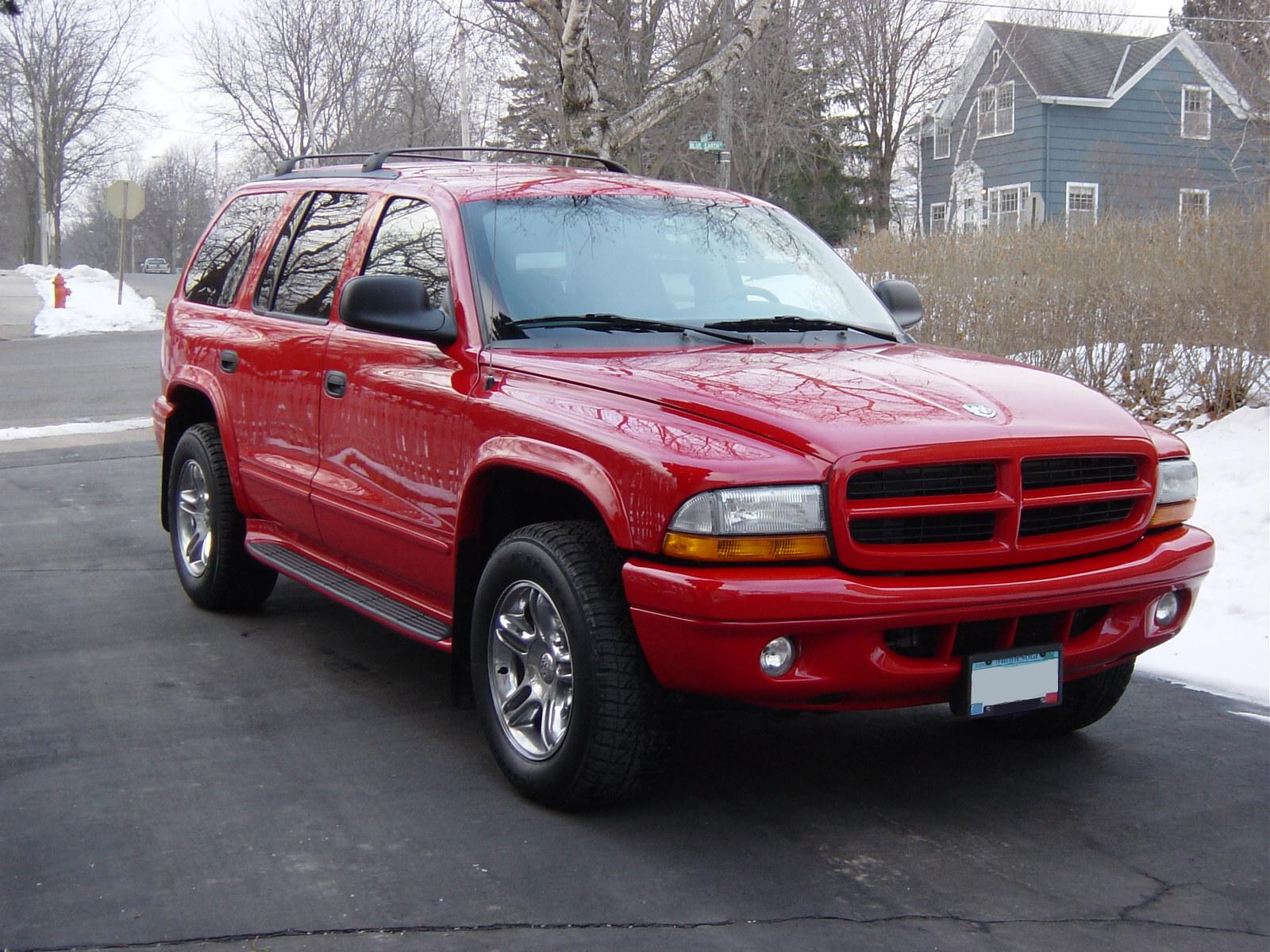
Dodge Durango av 2003 års modell. Bilen på bilden är extrautrustad.

Dodge Durango är en medelstor SUV tillverkad av Chrysler i USA. Tillverkningen startade 1998 och pågår fortfarande. Bilen är i mångt och mycket en Dodge Dakota Truck som är påbyggd med heltäckande kaross och utrustad med stolar i flera rader liknande de i en minibuss. Bilen går att få i många olika varianter och med olika motoralternativ och inredningar. Motoralternativen som finns är allt från v6 till v8 mellan 4,7, 4,9, 5,2, 5,7 och 5,9 liters motorer, och med eller utan fyrhjulsdrift.  
Dodge Durango av årsmodellerna 1998 till 2003 är relativt ovanliga i Sverige. 
Första generationen (1998–2003)
Utrustningsnivåer:
1998–2003 - SLT
1998–2003 - SLT PLUS
1999–2000 - S.P. 360
2000–2003 - Sport
2001–2003 - SXT
2000–2003 - R/T.
Motorer:
1998–2000 — 5.2 L (318 cu in) Magnum V8, 230 hk.
1999 — 3.9 L (238 cu in) Magnum V6, 175 hk.
1998–2003 — 5.9 L (360 cu in) Magnum V8, 245 hk.
2000–2003 — 5.9 L (360 cu in) Magnum V8, 250 hk.
1999–2000 — 5.9 L (360 cu in) Kompressormatad Magnum V8, 360 hk.
2000–2003 — 4.7 L (287 cu in) PowerTech V8, 235 hk.
Automatlådor:
42RE 4-stegs - 3.9L V6
45RFE 4-stegs (2000–2002) - 4.7L V8
545RFE 5-stegs (2003) - 4.7L V8
44RE 4-stegs - 5.2L V8
46RE 4-stegs - 5.9L V8